# Pentakl

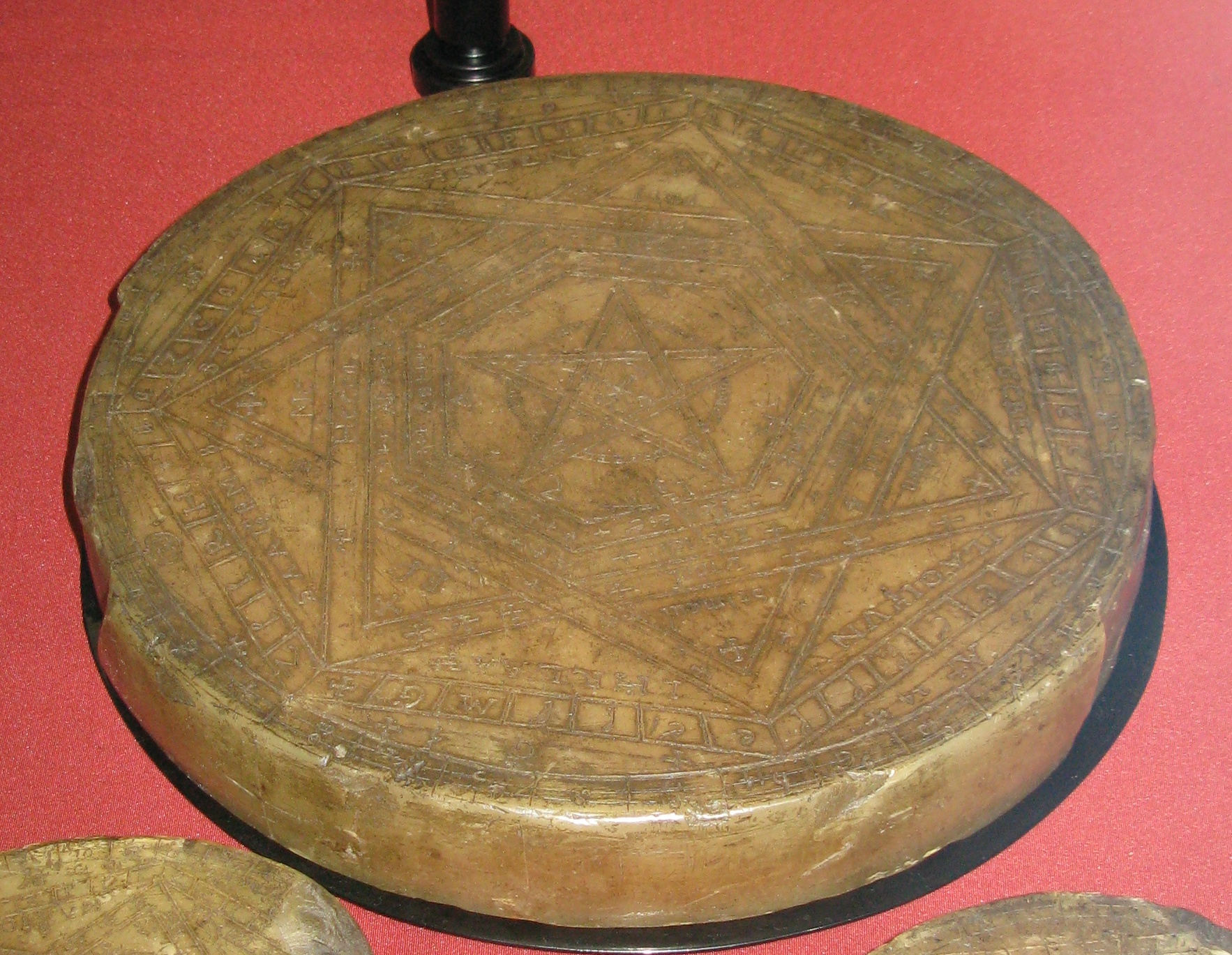
Woskowa "Pieczęć prawdy Boga" (Sigillum Dei Æmeth) Johna Dee. Zbiory Muzeum Brytyjskiego.

Pentakl – płaski, przeważnie okrągły, przedmiot wykorzystywany w praktykach magicznych, na który naniesiono symbole ewokowanych sił. Zazwyczaj zrobiony jest z kitu albo wosku pszczelego, pergaminu, papieru lub metalu. Według Crowleya, średnica pentaklu powinna wynosić osiem cali, a grubość pół cala.
Opisy różnorodnych pentakli można znaleźć w grymuarach magii salomonicznej.
Z reguły wszystkie pentakle zawierają  koncepcje kręgu i krzyża. Niekiedy krzyż zastąpiony jest punktem, Tau lub trójkątem. Krąg zastępowany jest czasem przez vesica piscis albo jest glifowany na kształt węża. Często przedstawiane są czas, przestrzeń oraz idea przyczynowości. Czasem przedstawia się także dualny charakter świadomości. Każda zawarta w pentaklu idea musi być zrównoważona przez przeciwstawną sobie i każda para idei ma pozostawać w związku z pozostałymi parami.
Pentakl oznacza wizerunek Wszystkiego. Jest symbolem Ziemi, która zawiera wszystkie składniki materii, czyli łączy w sobie wszystkie elementy (żywioły). Odnosi się tym samym do oznaczającej materię sefiry Malchut. Pentakl symbolizuje ciało maga (czyli osoby wykonującej rytuał, sporządzającej pentakl), jego potencjał i karmę. Podczas gdy przedmioty magiczne takie jak różdżka, puchar i miecz, przedstawiają odpowiednio wolę, zrozumienie i rozsądek maga, pentakl odpowiada niższym częściom jego istnienia.
Pentakl może przybierać formę opłatka.
W szerszym znaczeniu pentaklem może być także np. naszyjnik podarowany kobiecie, którą pragnie się zdobyć.

## Pentakl Trithemiusa
Johannes Trithemius (1462-1516), nauczyciel Corneliusa Agryppy, całą swoją naukę miał wyrazić w pewnym pentaklu. Według Éliphasa Léviego, jego opis miał znaleźć się w tylko kilku rękopiśmiennych egzemplarzach anonimowego Traktatu o drugich przyczynach. W posiadaniu jednego z nich miał być polski szlachcic, hrabia Aleksander Branicki. Lévi opisał wygląd tego pentaklu w swojej książce Historia magii.

## Pentakl a pentagram
Inne znaczenie słowa „pentakl” to pentagram wpisany w okrąg. Okrąg, zwany czasem „pierścieniem magicznym”, symbolizuje Ziemię, łącząc żywioły przedstawiane przez poszczególne ramiona pentagramu w jedność. Symbolizuje proces syntezy i ochronę przed zagrożeniami. Taki pentakl jest symbolem religii Wicca. Kościół Szatana natomiast używa odwróconego pentagramu wpisanego w podwójny okrąg, z wizerunkiem Baphometa w środku.

## Pentakl w Tarocie
Pentakle są także oznaczeniem jednego z czterech kolorów ("dworów") Arkanów Mniejszych w Tarocie (pentakle/denary, puchary/kielichy, miecze i buławy/różdżki). Odpowiadają w nim żywiołowi ziemi (pozostałe to: woda – kielichy, powietrze – miecze, ogień – buławy).

## Galeria

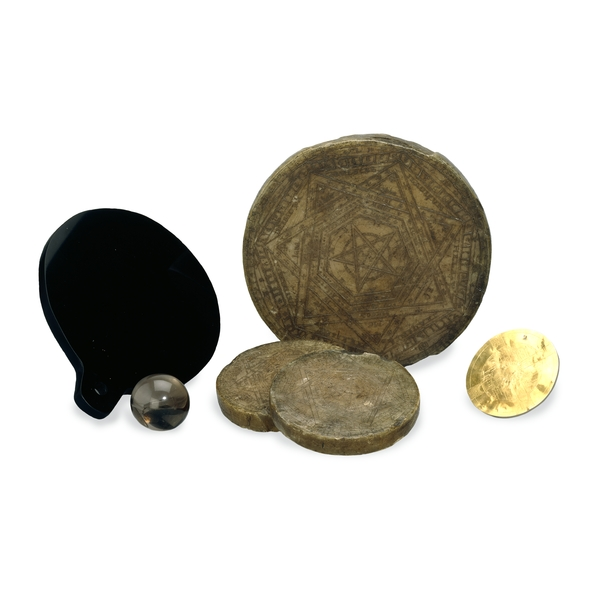
Magiczne przedmioty (w tym pentakle z wosku) Johna Dee. Zbiory Muzeum Brytyjskiego.
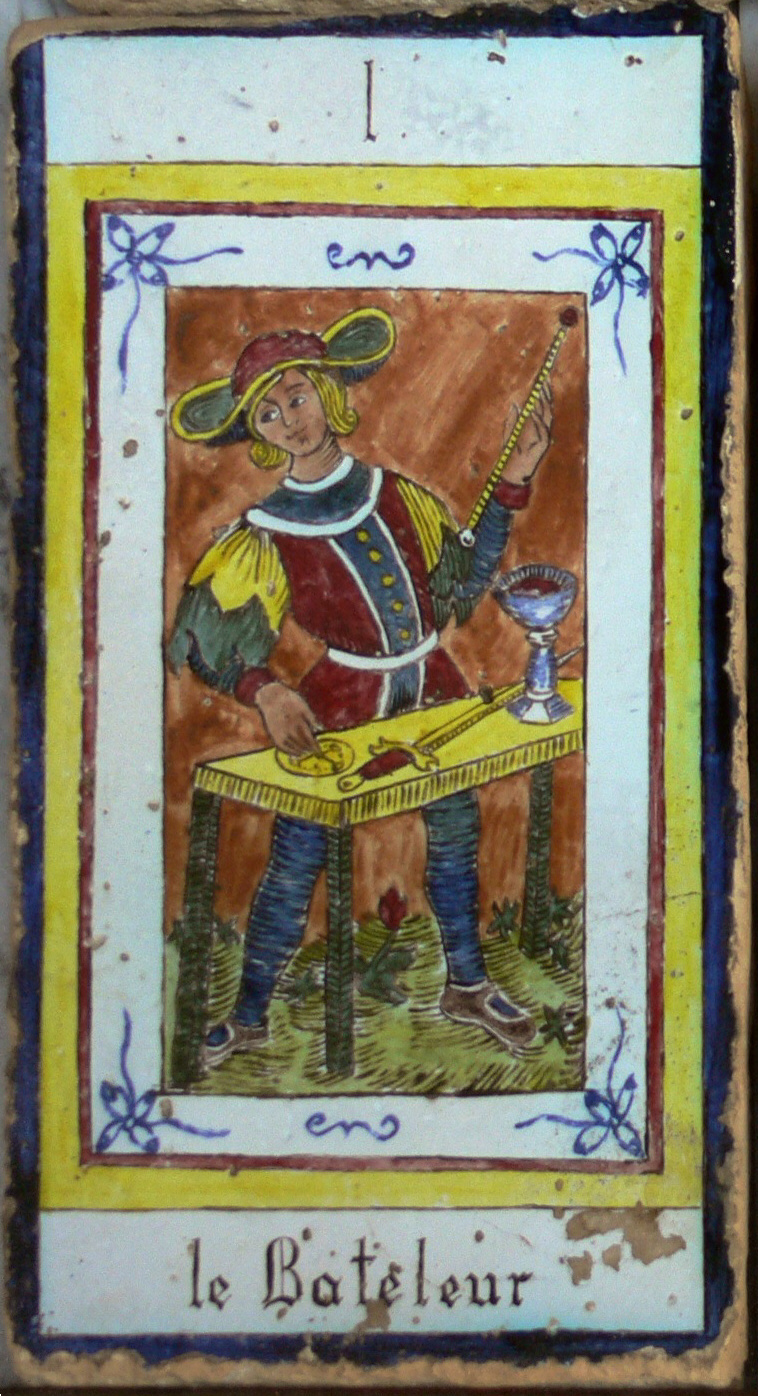
Karta Tarota Mag. Mag trzyma w ręku buławę, a przed nim, na ołtarzu, znajdują się: pentakl, miecz i puchar.
The Earth Pentacle używany w systemie magicznym Złotego Brzasku.
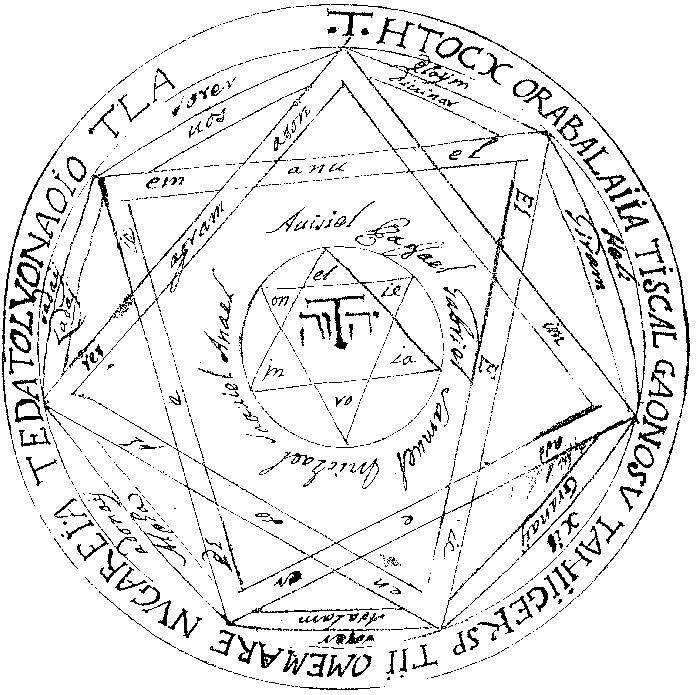
"Wielki Pentakl", rysunek zamieszczony w XVII-wiecznym manuskrypcie Clavicolo di Salomone Re d'Israel figlio de David – włoskojęzycznej wersji Większego Klucza Salomona. Jest to inna wersja "Sigillum Æmeth", czyli "Pieczęci Prawdy" opublikowanej wcześniej w Œdipus Ægyptiacus Athanasiusa Kirchera.